# 皮划艇
輕艇（英語：canoeing）是徒手持槳驱使划艇（canoe）前進的水上運動，在歐洲还包括皮艇運動（kayaking）。
輕艇活動較窄的定義是以輕艇為主要活動的運動。較寛的定義包括和其他活動結合的活動（例如輕艇露營），或是其他活動中，只以輕艇來作為移動方式的活動。
有些和輕艇有關的娛樂活動，包括輕艇露營等。其他的活動包括在河、湖、激流及海洋中的輕艇活動。
輕艇是夏季奥运会的传统比赛项目，但与赛艇（rowing）不同，区别在于皮划艇的桨完全手持，选手总是面对行进方向；赛艇的桨则通过支点连在艇上，选手有时会背对行进方向。

## 體育項目
亞奧運項目：輕艇靜水競速 （Canoe sprint）、輕艇激流標竿 （Canoe slalom）。
非亞奧運項目：輕艇水球 (Canoe polo)、激流越野 (Wildwater canoeing)、輕艇馬拉松 (Canoe marathon)、輕艇風帆 （Canoe sailing）、輕艇激流花式 （Canoe freestyle）、輕艇海洋競速 （Canoe ocean racing）、泛舟（Rafting）、輕艇衝浪 （Waveski）。
残奥会項目：殘奧輕艇（Paracanoe）

## 歷史
皮划艇的前身是早期人類的生存和交通工具，即獨木舟。皮划艇是一種前後方向也是尖的船，它的起源是愛斯基摩人的獸皮船。
而皮划艇比賽中共分為兩類，一類是皮艇（Kayak），另一類是划艇（Canoe），兩者都是前後尖的，而皮艇是用雙葉槳推動的愛斯基摩式艇；划艇是為加拿大式艇，用單葉槳推動。男子的皮艇和划艇於1936年奧運中被列入正式項目，而女子皮艇則在1948年才成為正式比賽項目之一。直到現時，皮划艇並沒有被中止過。

## 規則
皮划艇賽事是乘坐皮艇或是划艇向前方推動，在規定距離中最快到達終點的是優勝者，現時，不少皮划艇賽事中所用的比賽場地都是人工的。
另外，大家常見到的K-2艇、C-1艇等是指該項目的類別和人數。如K-2艇就是指雙人皮艇；C-1艇是单人划艇。皮划艇的靜水競速中的人數是1人或2人，國際輕艇總會承認的正式比賽距離為200、500、1000 和 5000米。
而激流競速賽，同一樣使用皮艇和划艇。在賽事中，選手要在三百米的激流中以最短時間依次序穿過25個旗門，而激流競速賽中的賽道中包含了逆流和順流。最快而又依次序穿過所有旗門則為冠軍。另外，如選手的救生衣在賽事中掉落、未次序穿過所有旗門、重穿旗門、未穿過所有旗門等犯錯都會被增加時間。

## 外部連結
- International Canoe Federation （页面存档备份，存于）
- 香港獨木舟總會 （页面存档备份，存于）（中國香港體育協會暨奧林匹克委員會會員機構）